# Vidin
Vidin er en by i det nordvestligste hjørne af Bulgarien, med et indbyggertal (pr. 2005) på cirka 68.000. Byen er hovedstad i Vidin-provinsen, og ligger tæt ved grænserne nabolandene Serbien og Rumænien.